# Бойко Юлія Олександрівна
Юлія Олександрівна Бойко (2 квітня 1998, Біла Церква, Київська область) — українська волейболістка, догравальник. Гравець національної збірної.

## Із біографії
Вихованка білоцерківської дитячо-юнацької спортивної школи № 2, перший тренер — Ольга Датій. У складі юнацької збірної грала у відбірковому турнірі чемпіоната Європи. Виступала за команду «Спортліцей» (Біла Церква). З 2015 по 2021 захищала кольори южненського «Хіміка». Надалі грала в угорському «Вашаші» (Будапешт), турецьких «Арас Карго Спор Кулюбю» (Ізмір) і «Анкарагюджю» (Анкара).
У складі студентської збірної стала бронзовою медалісткою всесвітньої Універсіади 2017 року в Тайвані. На змаганні представляла Харківську державну академію фізичної культури.
Гравець національної команди України. Брала участь у турнірі «Золотої ліги-2021» і чемпіонаті Європи 2021 року.

## Клуби
| Роки      | Команди                          |
| --------- | -------------------------------- |
|           | «Спортліцей» (Біла Церква)       |
| 2015—2021 | «Хімік» (Южне)                   |
| 2021—2023 | «Вашаш» (Будапешт)               |
| 2023—2025 | «Арас Карго Спор Кулюбю» (Ізмір) |
| 2024—2025 | «Анкарагюджю» (Анкара)           |
| 2025—     | ТЕД (Анкара)                     |

## Досягнення
- Чемпіон України (3): 2017, 2018, 2019
- Володар кубка України (4): 2017, 2018, 2019, 2020
- Володар суперкубка України (4): 2016, 2017, 2018, 2019
- Бронзовий призер Універсіади (1): 2017
- Чемпіон Угорщини (2): 2022[5], 2023
- Володар кубка Угорщини (2): 2022, 2023
- Чемпіон Середньоєвропейської ліги[en] (1): 2023

## Статистика
За «Хімік» у чемпіонаті, кубку і суперкубку України:
| Сезон   | Клуб           | Чемпіонат | Чемпіонат | Чемпіонат | Кубки | Кубки | Кубки |
| Сезон   | Клуб           | Ігри      | Сети      | Очки      | Ігри  | Сети  | Очки  |
| ------- | -------------- | --------- | --------- | --------- | ----- | ----- | ----- |
| 2015/16 | «Хімік» (Южне) | 6         |           |           | 0     | 0     | 0     |
| 2016/17 | «Хімік» (Южне) | 21        |           |           | 1+1   |       |       |
| 2017/18 | «Хімік» (Южне) | 33        |           |           | 3+1   |       |       |
| 2018/19 | «Хімік» (Южне) | 34        | 108       | 439       | 5+1   | 13+3  | 68+17 |
| 2019/20 | «Хімік» (Южне) | 26        | 78        | 288       | 7+1   | 24+3  | 92+15 |
| 2020/21 | «Хімік» (Южне) | 22        | 53        | 189       | 7+1   | 19+5  | 70+18 |
| Всього  | Всього         | 142       | 239       | 916       | 28    | 67    | 280   |

В єврокубках:
| Сезон   | Клуб           | Турнір         | Ігри | Сети | Очки | Ср. | Примітки |
| ------- | -------------- | -------------- | ---- | ---- | ---- | --- | -------- |
| 2017/18 | «Хімік» (Южне) | Кубок ЄКВ      | 4    | 13   | 29   |     |          |
| 2018/19 | «Хімік» (Южне) | Кубок ЄКВ      | 2    | 8    | 23   |     |          |
| 2019/20 | «Хімік» (Южне) | Ліга чемпіонів | 10   | 39   | 147  |     |          |
| 2020/21 | «Хімік» (Южне) | Ліга чемпіонів | 4    | 12   | 51   |     |          |
|         | «Хімік» (Южне) | Кубок ЄКВ      | 2    | 7    | 37   |     |          |
| 2021/22 | «Вашаш»        | Кубок ЄКВ      | 2    | 7    | 34   |     |          |
| 2022/23 | «Вашаш»        | Ліга чемпіонів | 8    | 25   | 51   |     |          |

Статистика виступів у збірній:
| Сезон | Турнір           | Ігри | Сети | Очки | Ср.  | Місце | Примітки |
| ----- | ---------------- | ---- | ---- | ---- | ---- | ----- | -------- |
| 2021  | Євроліга         | 4    | 14   | 39   | 2,79 |       | [ 6 ]    |
|       | Чемпіонат Європи | 5    | 13   | 30   | 2,31 |       | [ 7 ]    |

- Ср. — середній показник результативності за один сет.

## Галерея

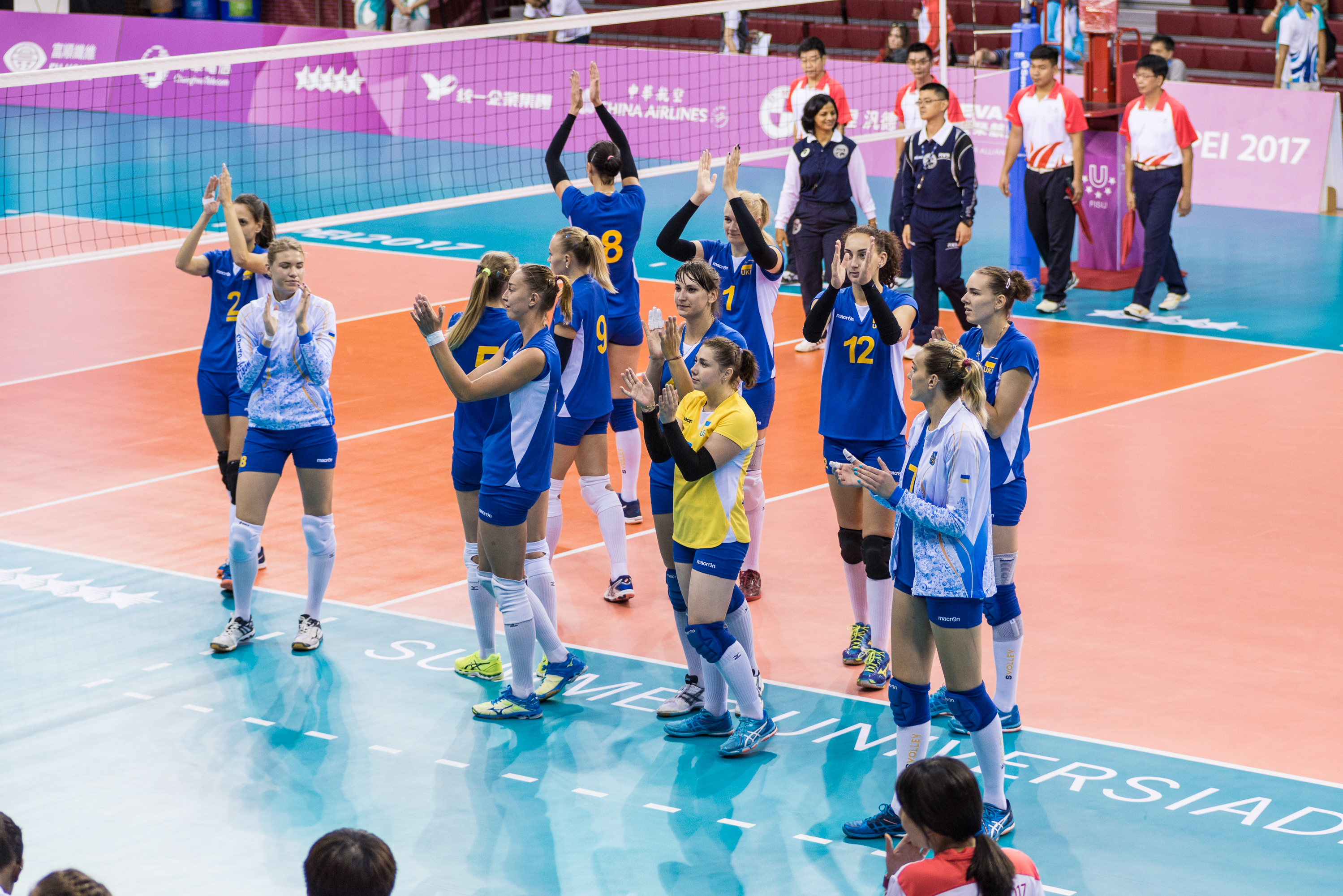
Студентська збірна України — бронзовий призер Універсіади-2017.
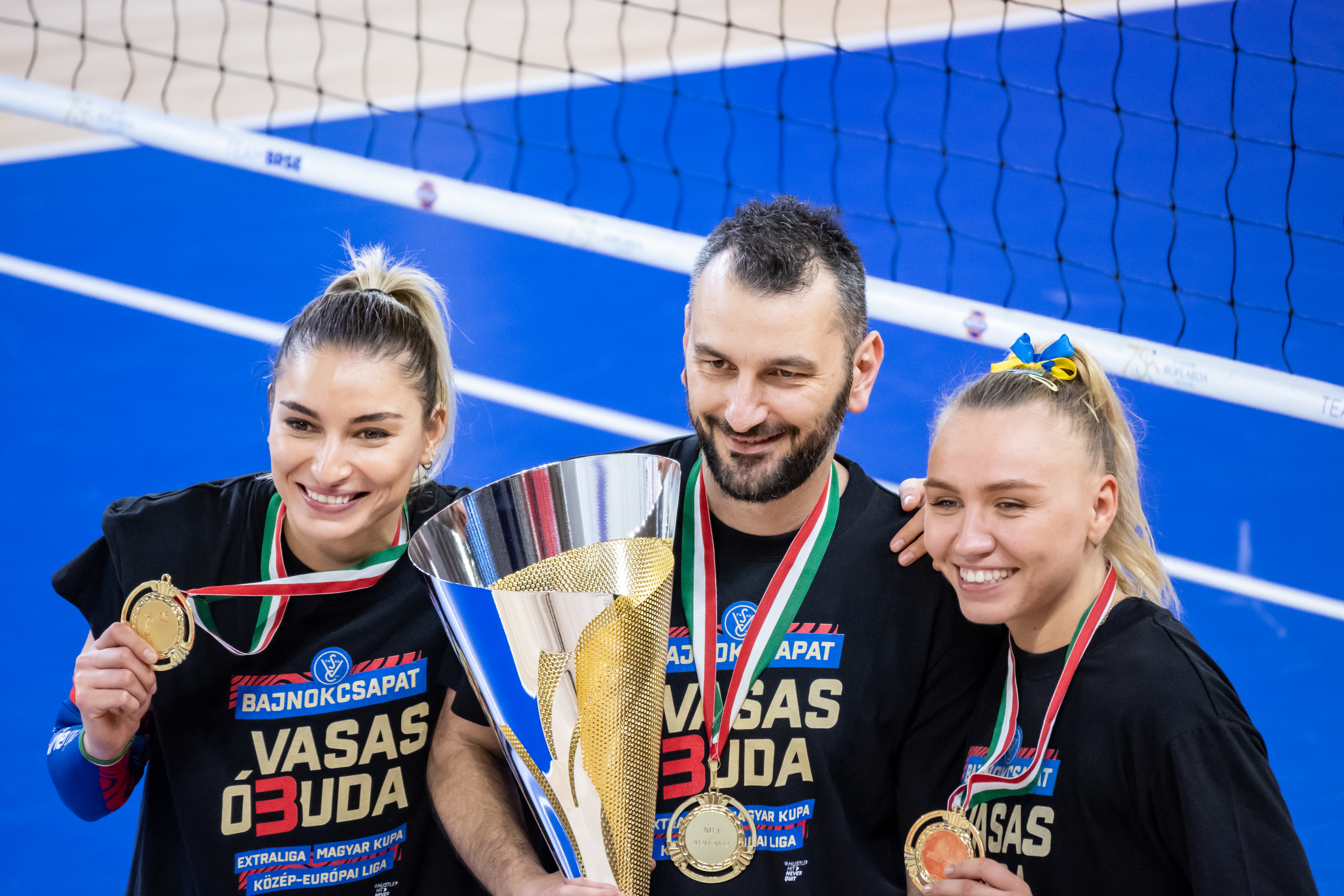
ліворуч — Айшан Абдулазімова.